# Marcha contra a Guitarra Elétrica
Marcha contra a Guitarra Elétrica (também chamado de Passeata da MPB) foi um movimento ocorrido em 1967, liderada por Elis Regina e acompanhada por artistas da MPB (Música Popular Brasileira), com o objetivo de defender a música nacional contra a invasão da música internacional. Este movimento ganhou este nome pois para os adeptos desta passeata a música feita no Brasil tinha que ser puramente brasileira, e utilizar a guitarra elétrica era como "americanizar" a música brasileira. Com o slogan “Defender O Que É Nosso”, o evento aconteceu no dia 17 de julho de 1967, em São Paulo, saindo do Largo São Francisco e desembocando diretamente no Teatro Paramount, na avenida Brigadeiro Luís Antonio, onde ocorreria o programa Frente Ampla da MPB.
Em outubro de 1967, ocorreu o que é entendido como a resposta a este movimento. O III Festival da TV Record revelou a renovação da MPB, com uma espécie de movimento antropofágico, através de Caetano Veloso e Gilberto Gil, contendo canções e arranjos abertas a todas as influências dando origem ao movimento conhecido Tropicália ou Tropicalismo. Caetano Veloso, por exemplo, se apresentou com os Beat Boys (banda de rock argentina) e Gil com os Os Mutantes. Desta forma, durante o regime militar, pode-se dizer que foi esse o momento que a música brasileira rompeu barreiras conceituais e políticas que alavancaram e multiplicaram as possibilidades da MPB, com guitarra inclusive.